# Kanton Karlshafen
Der Kanton Karlshafen war eine Verwaltungseinheit im Distrikt Kassel des Departements der Fulda im napoleonischen Königreich Westphalen. Hauptort des Kantons und Sitz des Friedensgerichts war die Stadt Karlshafen im heutigen Landkreis Kassel. Der Kanton umfasste acht Dörfer und Weiler und eine Stadt, hatte 3.013 Einwohner und eine Fläche von 1,66 Quadratmeilen.
Zum Kanton gehörten die Orte:
- Karlshafen
- Friedrichsfeld, mit Wülmersen und Abgunst
- Gieselwerder, mit Gewissenruh und Gottstreu
- Gottsbüren
- Stammen